# Бєляєв Іван Дмитрович
Іва́н Дми́трович Бєля́єв (1810 — 1873) — російський історик, слов'янофіл, професор Московського університету (1852–1873).
Видав понад 100 наукових праць, присвячених головним чином історії права, розвиткові господарства і техніки Російської імперії від стародавніх часів до XVIII століття. Опублікував багато цінних історичних документів. Один з перших в російській історіографії почав досліджувати історію селянства та кріпацтва в Росії. 